# Greve Bernadottes Bisættelse
Greve Bernadottes Bisættelse er en dansk dokumentarisk optagelse fra 1948.

## Handling
Grev Folke Bernadotte bisættes fra Gustav Vasa kirken i Stockholm.

Som vicepræsident i Svensk Røde Kors blev Bernadotte kendt for at organisere den storstilede Røde Kors-hjælpeaktion i februar-maj 1945, hvor det efter forhandlinger med nazisterne lykkedes at befri ca. 30.000 koncentrationslejrfanger og transportere dem i hvide busser til Sverige. Efter krigen blev han udnævnt til FN's hovedmægler i Palæstina i 1948, men blev den 17. september samme år myrdet af zionistiske terrorister.

Filmen har svensk speak.